# 14. junij
14. junij je 165. dan leta (166. v prestopnih letih) v gregorijanskem koledarju. Ostaja še 200 dni.

## Dogodki
- 811 – Karel Veliki potrdi mejo med salzburškim in oglejskim patriarhatom na Dravi
- 1381 – Rihard II. Angleški se v londonskem Towru sestane s predstavniki kmečkih upornikov
- 1645 – v bitki pri Nasebyju vojska na strani angleškega parlamenta premaga rojaliste
- 1775 – ustanovljena Kontinentalna vojska ZDA
- 1777 – ameriški kongres potrdi novo državno zastavo, podobno današnji, le z manj zvezdicami
- 1822 – Charles Babbage v referatu Kraljevemu astronomskemu društvu predstavi svoj »Diferencialni stroj«
- 1872 – v Kanadi so dovoljeni sindikati
- 1900 – Havaji dobijo status ozemlja ZDA
- 1903 – srbska narodna skupščina za novega kralja imenuje Petra Karađorđevića
- 1917 – nemška letala prvič bombardirajo London
- 1940 –
  - v Auschwitz prispe prvi transport s 728 poljskimi rodoljubi iz Tarnówa
  - Nemci zasedejo Pariz
- 1941 –
  - Sovjetska zveza izvede masovne deportacije iz Litve, Latvije in Estonije
  - ZDA zamrznejo nemški in italijanski kapital
- 1944 – Charles de Gaulle se vrne v Francijo
- 1962 – sklenjen sporazum o ustanovitvi Evropske vesoljske agencije (ESA)
- 1967 – izstrelijo medplanetarno vesoljsko sondo Mariner 5 proti Veneri
- 1982 – konec vojne za Falklandske otoke med Združenim kraljestvom in Argentino
- 1985 – Hezbolah ugrabi letalo družbe TWA na poletu med Atenami in Rimom
- 1992 – v Riu de Janeiru se konča Vrh Zemlje, konferenca OZN o  okolju in razvoju

## Rojstva
- 1671 – Tomaso Albinoni, italijanski skladatelj († 1751)
- 1736 – Charles Augustin de Coulomb, francoski fizik († 1806)
- 1763 – Simon Mayr, italijanski skladatelj nemškega rodu († 1845)
- 1798 – František Palacký, češki zgodovinar, politik († 1876)
- 1811 – Harriet Beecher Stowe, ameriška pisateljica († 1896)
- 1821 – Vasile Alecsandri, romunski pesnik, dramatik († 1890)
- 1823 – Pjotr Lavrovič Lavrov, ruski filozof († 1900)
- 1832 – Nikolaus August Otto, nemški inženir († 1891)
- 1864 – Alois Alzheimer, nemški zdravnik, nevrolog († 1915)
- 1868 – Karl Landsteiner, avstrijski biolog, nobelovec 1930 († 1943)
- 1872 – Janoš Slepec, madžarski slovenski katoliški duhovnik, zgodovinopisec in novinar († 1936)
- 1886 – Anton Sever, slovenski kipar, medaljar († 1965)
- 1903 – Alonzo Church, ameriški matematik, logik († 1995)
- 1916 – Georg Henrik von Wright, finski filozof in logik († 2003)
- 1922 – Kevin Roche, irski arhitekt
- 1928 – Che Guevara, argentinski zdravnik, revolucionar († 1967)
- 1929 – Cy Coleman, ameriški skladatelj († 2004)
- 1933 – Jerzy Kosinski, poljski pisatelj judovskega rodu († 1991)
- 1946 – Donald Trump, ameriški poslovnež in nekdanji predsednik ZDA
- 1949 – Harry Turtledove, ameriški zgodovinar, pisatelj
- 1969 – Stefi Graf, nemška tenisačica
- 1973 – Uroš Ravbar, slovenski popotnik in fotograf

## Smrti
- 987 – David Bolgarski (* ni znano)
- 1161 – cesar Qinzong, dinastija Song (* 1100)
- 1205 – Valter III., grof Brienna in Lecceja, princ Tarantinski, vojvoda Apulije, naslovni kralj Sicilije
- 1349 – Günther Schwarzburški, nemški protikralj (* 1304)
- 1384 – Leonardo Montaldo, genovski dož (* 1319)
- 1407 – Teodor I. Paleolog, morejski despot (* 1355)
- 1594 – Orlande de Lassus, francosko-belgijski (flamski) skladatelj (* 1532)
- 1825 – Pierre Charles L'Enfant, francosko-ameriški arhitekt, urbanist (* 1754)
- 1837 – Giacomo Leopardi, italijanski pesnik (* 1798)
- 1883 – Edward Marlborough FitzGerald, angleški pesnik(* 1809)
- 1886 – Aleksander Nikolajevič Ostrovski, ruski dramatik (* 1823)
- 1903 – Karl Gegenbaur, nemški anatom (* 1826)
- 1920 – Max Weber, nemški ekonomist, sociolog (* 1864)
- 1926 – Mary Stevenson Cassatt, ameriška slikarka (* 1844)
- 1927 – Jerome Klapka Jerome, angleški pisatelj (* 1859)
- 1928 – Emmeline Pankhurst, angleška sufražetka (* 1858)
- 1936 –
  - Gilbert Keith Chesterton, angleški pisatelj (* 1874)
  - Maksim Gorki, ruski pisatelj (* 1868)
- 1954 – Anton Koželj, slovenski slikar (* 1874)
- 1968 – Salvatore Quasimodo, italijanski pesnik, nobelovec 1959 (* 1901)
- 1970 – Roman Ingarden, poljski filozof (* 1893)
- 1971 – Tupac Amaru Shakur, ameriški rapper (* 1996)
- 1986 – Jorge Luis Borges, argentinski pisatelj, pesnik, literarni kritik in prevajalec (* 1899)
- 1994 –
  - Henry Mancini, ameriški skladatelj (* 1924)
  - Ivan Štalec, slovenski matematik (* 1910)
- 1995 – Roger Zelazny, ameriški pisatelj (* 1937)

## Prazniki in obredi
- ZDA - dan zastave
- Afganistan – materinski dan